# Distrito de Ajmer
Ajmer (en hindi: अजमेर जिला) es un distrito de la India en el estado de Rajastán. Código ISO: IN.RJ.AJ.
El distrito de Ajmer tiene un área de 8 481 km² y una población de 2,180,526 (censo de 2001). El distrito está situado en el centro de Rajastán y limita con el distrito de Nagaur al norte, con el distrito de Jaipur y el de Tonk al Este, con el distrito de Bhilwara al Sur y con el de Pali al oeste.

## Geografía
La parte este del distrito es totalmente plana de no ser por unas suaves ondulaciones, pero la parte oeste, noroeste y suroeste están interseccionadas por la Cordillera Aravalli. Muchos de los valles de la región son desiertos arenosos y forman parte del Desierto de Thar, con ocasionales oasis de cultivo, pero también hay partes cultivables; entre ellas se encuentra el valle donde se estableció la ciudad de Ajmer. El valle no es solo famoso por albergar un lago artificial de importancia, también lo es por las masivas murallas de la cordillera Nagpathar, que constituye una barrera natural contra la arena. Las únicas colinas en el distrito son las de la cordillera Aravalli y sus faldas. Apenas hay ríos en el distrito, el único digno de mención es el Banas aunque pasa marginalmente por el distrito en su parte sureste.
El distrito comprende 4 subdivisiones: Ajmer, Beawar, Kekri y Kishangarh, subdivididos a su vez en otros 6 tehsils, Ajmer, Beawar, Nssirabad, Kekri y Kishangarh.